# Souvlaki (musikalbum)
Souvlaki är det andra studioalbumet av det brittiska shoegazing-bandet Slowdive, utgivet den 17 maj 1993 på Creation Records. Albumet ses ofta som gruppens bästa och mest inflytelserika. Albumet har betyget 4.5/5 av webbplatsen Allmusic och Jack Rabid inleder recensionen med att skriva "Inte lika stor och virvlig som Just for a Day, utan mer ett försök att lägga avancerad låtstruktur och melodi på plats istället för att bara skapa oändligt tilldragande, stundvis dånande musik". Albumet anses tillsammans med My Bloody Valentines Loveless vara en höjdpunkt inom shoegazing-genren.
Albumet tillräknar gruppmedlemmarna som de enda producenterna för albumet, även om ljudteknikerna Chris Hufford och Martin Nichols bidragit med en del samarbete. Inledningsspåret "Alison" släpptes som skivans enda singel i februari 1994. Två av låtarna gästas av musikern Brian Eno, som spelar synthesizer på "Sing" (som han var med och skrev) och "Here She Comes". I övrigt skrevs låtarna av gitarristen Neil Halstead.
På UK Albums Chart nådde albumet som bäst plats 51.

## Låtlista

### Originalutgåva
1. "Alison" (Halstead) – 3:52
2. "Machine Gun" (Halstead) – 4:28
3. "40 Days" (Halstead) – 3:15
4. "Sing" (Eno/Slowdive) – 4:49
5. "Here She Comes" (Halstead) – 2:21
6. "Souvlaki Space Station" (Slowdive) – 5:59
7. "When the Sun Hits" (Halstead) – 4:47
8. "Altogether" (Halstead) – 3:42
9. "Melon Yellow" (Halstead) – 3:53
10. "Dagger" (Halstead) – 3:34

### Nyutgåva (Castle Records, 2005)
Skiva 2
1. "Some Velvet Morning" (Lee Hazelwood) – 3:23
2. "So Tired" (Halstead) – 4:03
3. "Moussaka Chaos" (Halstead) – 6:24
4. "In Mind" (Halstead) – 3:45
5. "Good Day Sunshine" (Halstead) – 5:08
6. "Missing You" (Green/Halstead) – 4:15
7. "Country Rain" (Goswell/Halstead) – 3:34
8. "In Mind" (Bandulu Mix) – 8:06
9. "In Mind" (Reload Mix) – 10:26

## Medverkande
Slowdive
- Rachel Goswell – sång, gitarr
- Neil Halstead – sång, gitarr
- Christian Savill – gitarr
- Simon Scott – trummor
- Nick Chaplin – bas

Produktion och andra musiker
- Producerad av Slowdive
- Mixad av Ed Buller & Slowdive
- Yvette Lasey, Marcus Lindsay – assisterande mixning
- Andy Wilkinson, Chris Hufford, Guy Fixsen, Martin Nichols – ljudtekniker
- Brian Eno – keyboard & effekter på "Sing" och "Here She Comes"
- Steve Double – fotografi

## Listplaceringar
| Lista (1993)                     | Högsta position |
| -------------------------------- | --------------- |
| Storbritannien (UK Albums Chart) | 51              |